# Chapman (Mondkrater)
Chapman ist ein Einschlagkrater auf der Mondrückseite.
Der Krater liegt direkt hinter dem nordwestlichen Mondrand, nordöstlich von Bragg und Stefan, südlich von Poczobutt. In näherer Umgebung finden sich Rynin im Südwesten und Cannizzaro in nördlicher Richtung.
Das Kraterinnere ist relativ eben, der südliche Kraterrand ist vom Nebenkrater Chapman M überlagert. Der Krater Chapman ist sehr alt, seine Entstehungszeit wird der pränektarischen Periode zugerechnet.
Chapman hat drei Nebenkrater:
| Buchstabe | Position            | Durchmesser | Link |
| --------- | ------------------- | ----------- | ---- |
| D         | 51,25° N, 96,81° W  | 36 km       |      |
| M         | 48,63° N, 100,58° W | 37 km       |      |
| V         | 50,91° N, 104,29° W | 22 km       |      |

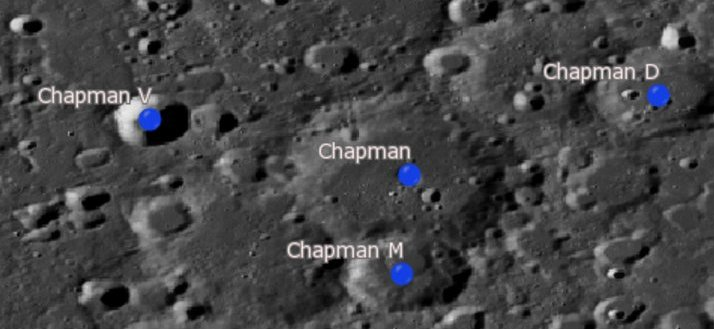
Chapman mit seinen Nebenkratern

Der Krater wurde 1970 von der IAU offiziell nach dem britischen Geophysiker Sydney Chapman benannt.